# Distribuzione (linguistica)
La distribuzione in linguistica indica i contesti nei quali una unità linguistica (come un fonema, un morfema, un lessema o parola ecc.) può trovarsi. Per esempio, in italiano l'articolo /una/ (una) si trova davanti a nomi femminili inizianti per consonante, mentre /un/ (un') davanti a nomi femminili inizianti per vocale: "davanti a nomi femminili inizianti per consonante" è la distribuzione di /una/ e "davanti a nomi femminili inizianti per vocale" è la distribuzione di /un/ (ossia i contesti dove possono comparire rispettivamente).

## Distribuzione contrastiva e complementare
Se si parla delle relazioni di distribuzione che possono sussistere tra due o più unità linguistiche, se ne distinguono due tipi: distribuzione contrastiva e distribuzione complementare.
- distribuzione contrastiva (o equivalente): due o più unità linguistiche sono in distribuzione contrastiva quando una può occorrere negli stessi contesti dell'altra (in ambito fonologico, possono quindi produrre una opposizione e una coppia minima);
- distribuzione complementare: si rileva per due o più unità linguistiche diverse, ma appartenenti alla medesima categoria, che non possono occorrere l'una nei contesti dell'altra e i cui contesti costituiscono, nel complesso, la totalità delle occorrenze della categoria data (in ambito fonologico, rappresentano di norma allofoni di un unico fonema).

## In fonologia
La distribuzione contrastiva in fonologia si trova tra fonemi: in italiano, /t/ e /p/ sono in distribuzione contrastiva, infatti possono distinguere significati (ossia hanno valore contrastivo) in parole come /ˈtatto/ tatto e /ˈpatto/ patto.
La distribuzione complementare si rileva spesso nello studio della fonologia, in cui foni simili possono trovarsi in una distribuzione complementare come allofoni di uno stesso fonema. Per esempio, in italiano, i foni nasali [n], [ŋ] [ɱ] e [m] in posizione anteconsonantica sono allofoni dello stesso fonema /n/, poiché si trovano in distribuzione complementare. Il fono [n] (e solo [n]) si trova sempre davanti a dentale (Giandomenico [dʒando'meniko]), mentre davanti a velari si potrà avere solo il fono [ŋ] (Gianguido [dʒaŋ'gwido]), davanti a labiodentali solo [ɱ] (Gianfranco [dʒaɱ'fraŋko]) e davanti a bilabiali solo [m] (Giampiero [dʒam'pjɛro]). Questi quattro suoni non compaiono mai negli stessi contesti ed è quindi impossibile trovare una parola che abbia un significato diverso a seconda che presenti (davanti a una consonante) [n] oppure [ŋ], [ɱ] o [m].
Ci sono casi in cui gli elementi si trovano in distribuzione complementare, ma non sono considerati allofoni. Per esempio, in inglese [h] e [ŋ] (scritto "ng") sono in una distribuzione complementare, poiché [h] si trova soltanto all'inizio di sillaba e [ŋ] soltanto alla fine. Ma dato che hanno caratteristiche fonetiche completamente diverse, sono considerati fonemi separati.

## In morfologia
Il concetto di distribuzione complementare è applicato anche all'analisi della forma delle parole (morfologia). Due o più differenti allomorfi possono essere in realtà "facce" dello stesso morfema. Per esempio, gli articoli italiani (maschili e singolari) "l'", "il" e "lo" hanno il medesimo significato, ma si trovano in distribuzione complementare: il contesto in cui si trovano è diverso: "l'albero" vs. "il ragazzo" vs. "lo scambio".
La forma l' è usata nel contesto: davanti ad un sostantivo iniziante per vocale o per la semivocale w.
Questo contesto può essere notato con "__ V", "__ w".
La forma il è usata nel contesto: davanti ad un sostantivo iniziante per una consonante.
Questo contesto può essere notato con "__ CV".
La forma lo è usata nel contesto: davanti ad un sostantivo iniziante per due consonanti o per la semivocale j.
Questo contesto può essere notato con "__ CC", "__ j".
La distribuzione (ovvero l'uso a seconda del contesto) delle forme "l'", "il" e "lo" è complementare in base alle seguenti considerazioni:
1. "l'" si usa in contesti che non ammettono né "il" né "lo";
2. "il" si usa in contesti che non ammettono né "l'" né "lo";
3. "lo'" si usa in contesti che non ammettono né "il" né "l'";
4. se si prendono in considerazione i contesti in cui si usano "l'",  "lo" e "lo", tali contesti nel loro insieme coprono tutte le possibili occorrenze dell'articolo maschile singolare.